# エフゲニア・メドベージェワ
エフゲニア・アルマノヴナ・メドベージェワ（ロシア語: Евгения Армановна Медведева、ロシア語ラテン翻字: Evgenia Armanovna Medvedeva、1999年11月19日 - ）は、ロシアのフィギュアスケート選手（女子シングル）。なお、姓は「メドベデワ」と表記されることもある。愛称はジェーニャ（Женя）。
主要な戦績として、2018年平昌オリンピック銀メダル、世界選手権2連覇（2016年-2017年）、欧州選手権2連覇（2016年-2017年）、グランプリファイナル2連覇（2015年-2016年）、2015年世界ジュニア選手権優勝。ロシア選手権2連覇（2016年-2017年）など。
世界ランキング最高位1位。世界記録は2016年から10度にわたって更新している。

## 人物
アルメニア人の父親と元フィギュアスケーターのロシア人の母親の間にモスクワで生まれたが、両親は離婚したため、母親の元で育てられた。なお、彼女の出生時の姓はババシャンで、メドベージェワは母方の祖母の旧姓である。
2017年9月、選手としてはサンボ70所属のままロシア国立体育・スポーツ・青年（青少年）・観光大学に進学した。この頃の時点でSNSへの興味がなくなっていたが、家族や趣味のための時間が増えたため「良いこと」だとしている。できるだけ長く競技生活を続けることが目標。
樋口新葉とは、お菓子などのお土産を贈り合うほど仲がいい。

### サブカルチャーとの関わり
日本のアニメをモチーフにしたおもちゃが好きで、宮崎駿の映画がお気に入りである。
特に『美少女戦士セーラームーン』の大ファンであり、「2016年世界選手権」演技後のインタビューで日本のテレビ局と知ると「日本のファンを喜ばせたい」と述べ、同作品の主題歌・ムーンライト伝説の日本語の歌詞を朗読・披露したことがある。さらには2016年のドリーム・オン・アイスにて、セーラームーンのコスプレで演技を披露。原作者の武内直子とも対面を果たした。2022年6月に開催予定の『セーラームーン』初のアイスショー「Prism On Ice」では主演のセーラームーン役を務める。
2019年には、同僚のアリーナ・ザギトワと共にスマートフォン向けRPG『マギアレコード 魔法少女まどか☆マギカ外伝』のテレビCMにも出演。メドヴェージェワは暁美ほむら役として鹿目まどか（ザギトワ）と再会するシーンをスケーティングで表現していた。
フィギュアスケートアニメの『ユーリ!!! on ICE』はグランプリファイナルの会場の細かい描写を気に入っており、自身が優勝したバルセロナの会場に「もう一度戻った気がしました」「嬉しかったです」と語っている。
2021年には、在ロシア日本国大使館がメドベージェワの協力を得て、Instagramに日本のイメージ向上を図る写真とメッセージを投稿してもらう取り組みを行い、「私にとって日本は別世界。全てが時計のように動き、それが何よりもお気に入り。人々はとても責任感があります」とInstagramに京都訪問時に舞妓の格好をした写真を付けてコメントした。
2022年のロシアによるウクライナ侵攻に際しては、Instagramに黒い画像を投稿するなどして抗議の意を表明した。

## 技術・演技
| ISUによる略称: ジャンプ | ISUによる略称: ジャンプ |
| T                       | トウループ              |
| S                       | サルコウ                |
| Lo                      | ループ                  |
| F                       | フリップ                |
| Lz                      | ルッツ                  |
| A                       | アクセル                |
| ----------------------- | ----------------------- |

アクセルを除く、5種類の3回転ジャンプをこなす。
コンビネーションジャンプは3回転フリップ-3回転トウループや、3回転サルコウ-3回転トウループなどをプログラムで使用している。練習では3F-3T-3T、3S-3T-3T、3S-3Lo-3T、3S-3T-3T-3Tなどのような高難度のコンビネーションジャンプも披露している。ジャンプの際に片手や両手を挙げて跳ぶタノジャンプを得意としており、高い加点を得ることができる。また、基礎点が1.1倍になる演技後半にジャンプを多く配置することができるため、これも高得点につながっている。特にSPでは全てのジャンプを後半に跳んでいる。一方でルッツジャンプを苦手としており、踏み切り違反を取られることがあるため、SPでは構成から外している。
非常に強靭なメンタルを持ち、試合では常に精神面で安定しているという。アレクセイ・ミーシンは「彼女のジャンプや回転ではなく、持っている自信に驚き感動する」と語っている。

## 経歴

### ジュニア時代
3歳の頃に、エレーナ・プロスクリナとリュボーフィ・ヤコフレワに指導を受けた。2008年からはエテリ・トゥトベリーゼのチームに加わった。2011-2012シーズンにはロシア選手権に初出場し8位に入った。

#### 世界ジュニア選手権優勝

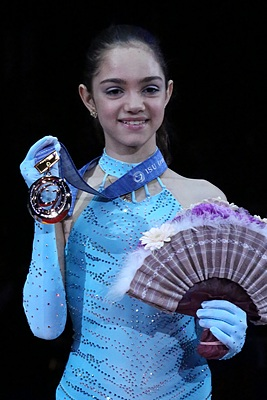
2013ジュニアグランプリファイナル

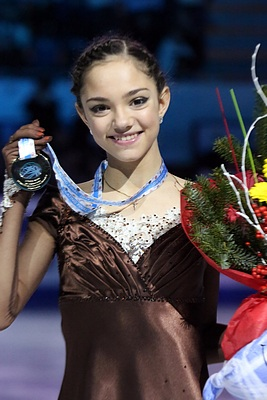
2014ジュニアグランプリファイナル

2013-2014シーズン、ジュニアグランプリシリーズに参戦。リガ杯、バルティック杯と優勝を重ね、ジュニアグランプリファイナルでは銅メダルを獲得。マリア・ソツコワ、セラフィマ・サハノヴィッチと共にロシア選手で表彰台を独占した。ロシアジュニア選手権では4位だったが、怪我をしたソツコワの代わりに世界ジュニア選手権に出場。エレーナ・ラジオノワとサハノヴィッチと共にロシア選手で表彰台を独占した。
2014-2015シーズン、ジュニアグランプリシリーズは2年連続で2連勝。ジュニアグランプリファイナルでも優勝。ロシア選手権では銅メダルを獲得。世界ジュニア選手権でも優勝し、このシーズン出場したジュニアクラスの試合は全てで金メダルを獲得した。

### シニア以降

#### 世界選手権2連覇、無敗の絶対女王へ

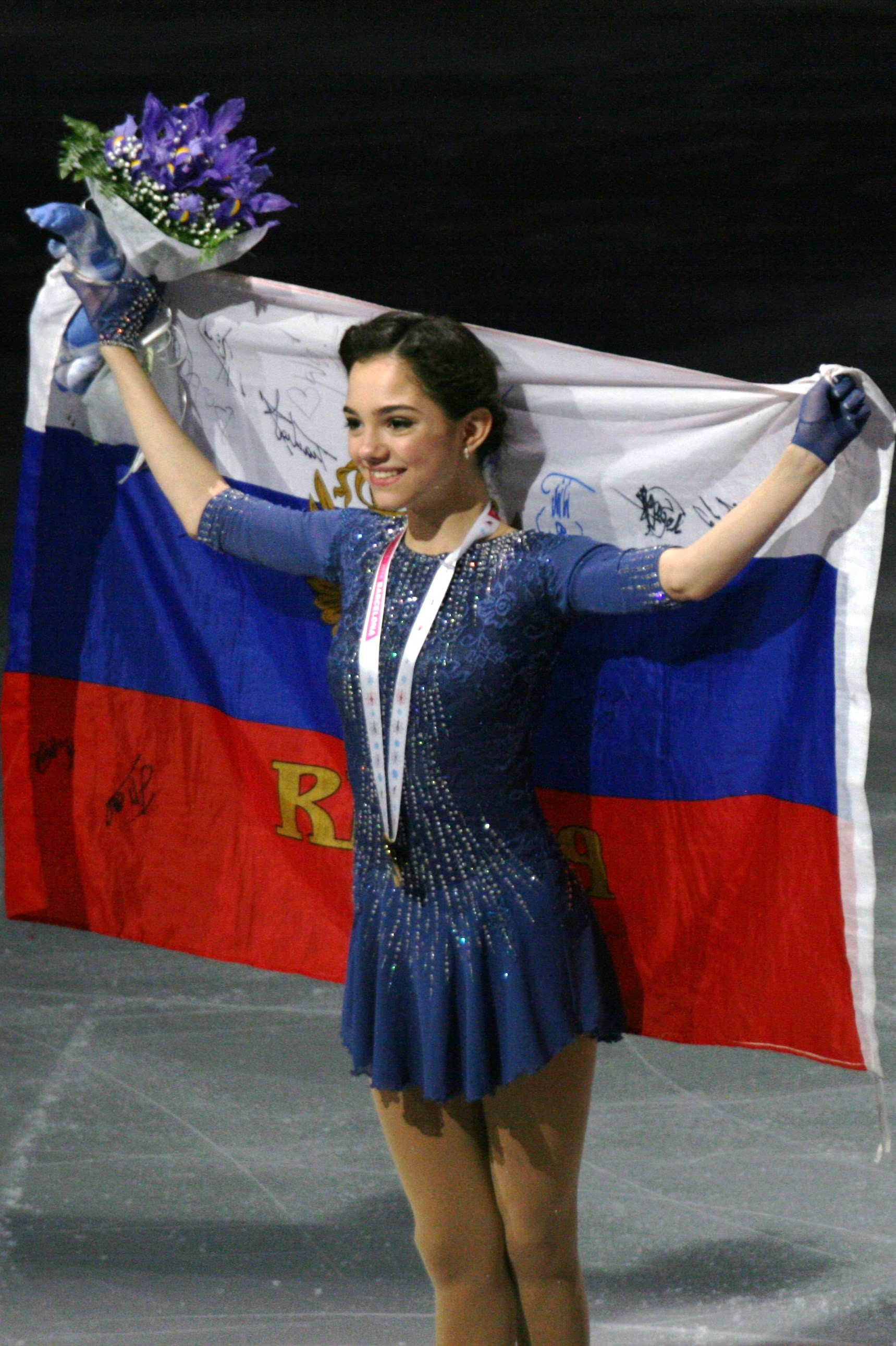
2015年グランプリファイナル

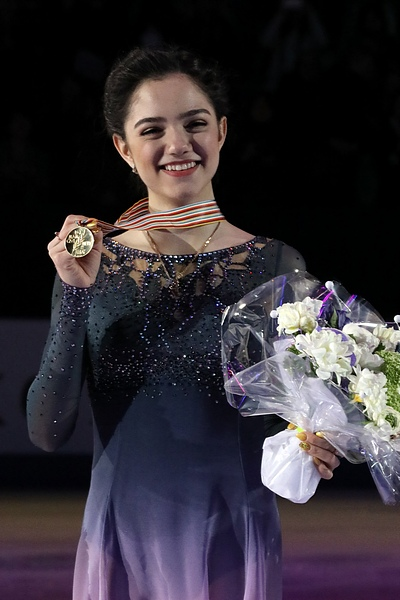
2017世界選手権

2015-2016シーズン、シニアクラスへ移行。オンドレイネペラトロフィーでシニアの国際大会で初優勝。グランプリシリーズに参戦し、スケートアメリカで優勝、またロステレコム杯では準優勝し、グランプリファイナルに進出。グランプリファイナルでは自己ベストを大きく更新し、初出場ながら優勝を果たした。ロシア選手権では、参考記録ながら234.88をマークし初優勝。欧州選手権でも初出場で優勝した。世界選手権ではフリースケーティング（FS）の歴代最高得点となる150.10を記録し、総合得点223.86で優勝した。世界ジュニア選手権で優勝した翌年に世界フィギュアスケート選手権を制したのは女子シングル競技史上初となる。
2016-2017シーズン、スケートカナダ、フランス杯でそれぞれ1位を獲得。フランス杯のSPでは歴代2位の78.52を獲得。そして3シーズンぶりにグランプリシリーズ3連勝がかかったグランプリファイナルで2年連続優勝を飾り、SPでISU歴代最高得点79.21を獲得した。欧州選手権でFSで150.79、総合229.71と2つの世界歴代最高得点を更新し2連覇を達成。世界選手権ではさらにFSで154.40、総合233.41と再び世界記録を塗り替え2連覇を成し遂げた。世界国別対抗戦ではSPで80.85、FSで160.46、総合241.31とSP、FS、総合の全てで世界記録を塗り替えた。このシーズンは出場した全ての試合で優勝し、女子シングル競技における全てのレコードホルダーとなった。

#### 女王陥落、平昌五輪銀メダル

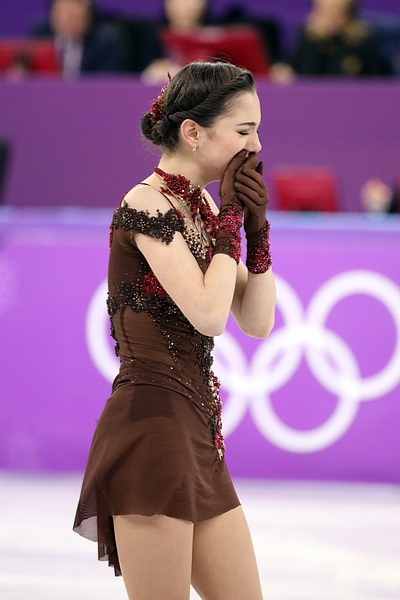
平昌オリンピック

2017-2018シーズン、オンドレイネペラトロフィーにて2回転アクセル以外のジャンプを全て演技後半に配置した新構成のプログラムを披露。しかし、オーバーターンなどのミスが出てしまい思うように点数を伸ばせず、ジャパンオープンより元の構成に戻した『アンナ・カレーニナ』にプログラムを変更した。グランプリシリーズでは、ロステレコム杯、NHK杯で2連勝を飾るも、それぞれの大会で転倒などのミスが相次ぎ、僅かな綻びが出始める。その後、診察で右中足骨骨折が発覚。治療のため3連覇が掛かったグランプリファイナルの欠場を余儀なくされた。続くロシア選手権も回復が間に合わず欠場。2ヶ月振りの復帰戦となった欧州選手権でシニアデビュー後全戦全勝の快進撃を続けていた同門のアリーナ・ザギトワとシニア初激突。SPでは2回転アクセルでステップアウトしてしまい2位発進。FSでも予定していた連続ジャンプが単独ジャンプになるなど調子を取り戻せず2位。総合でも2位となりザギトワに敗北。それまで続いていた個人戦の連勝記録は13連勝でストップし、約2年振りの敗戦となった。平昌オリンピックはOARの選手として出場。団体戦はSPを滑走し、81.06と世界最高得点をマーク。OARの団体銀メダル獲得に貢献した。シングルはSPで81.61と更に世界最高得点を更新するも、わずか20分後にザギトワが更に上を行く82.92を叩きだし、2位発進となる。逆転を狙ったFSは前半の連続ジャンプを演技後半に配置する構成を発表。しかし、本番では前半に連続ジャンプを飛び、その後ミスなく演技を終えるも得点は156.65でザギトワと同点。SPでの点差を埋めることが出来ず総合2位となり、涙の銀メダルで幕を閉じた。その後、右足の痛みが再発。医師からの勧めによりリベンジ戦となる予定だった世界選手権は欠場し、1～2ヶ月程の休養をとることになった。休養期間は地元ロシアや日本のテレビ番組に出演したり、アイスショーへ出演していた。しかし、現地時間の5月7日、11年間師事してきたエテリ・トゥトベリーゼと決別し、ブライアン・オーサーへコーチを変更しカナダへ拠点を移すことを発表。師弟関係の解消や、ライバル国への移籍はロシア国内を始め世界中に衝撃が走った。

#### 拠点変更と低迷、そして復活へ
2018-2019シーズン、SPではそれまでのイメージを一新する明るい曲調のプログラムを作成し、FSもかねてより希望していた「ジャズ&タンゴ」に挑戦することを明かした。また、苦手としていたルッツをSPから組み込む構成を発表した。初戦となったオータムクラシックでルッツが踏切違反の判定を受けながらもSPを首位で折り返す。しかし、FSで転倒などのミスが相次ぎブレイディ・テネルに敗れて準優勝となった。スケートカナダは連続ジャンプで失敗し、7位と大幅に出遅れてしまう。その後のFSで巻き返し、総合3位となるもファイナル進出に黄色信号が灯った。グランプリシリーズ最終戦となるフランス国際で優勝、もしくは2位なら他選手と点数勝負でファイナル進出という厳しい状況の中で挑み、SPは3位につけるも巻き返しを狙ったFSではいくつかのミスが見られ4位。ジュニアデビュー以降、自身初の国際大会の表彰台落ちとなりファイナル出場も逃した。ロシア選手権はSPを新プログラムにして挑んだが、コンビネーションジャンプの抜けとジャンプの転倒で14位と大きく出遅れたのが響き、FSでの巻き返しも空しく総合7位に終わり3年連続で出場していた欧州選手権は補欠に回された。
世界選手権のロシア女子シングル代表3枠の争いは欧州選手権で優勝したソフィア・サモドゥロワ、同選手権とグランプリファイナルで不調ながら銀メダルを獲得したザギトワの2人がほぼ内定となり、実質的に残り1枠を争う厳しい戦いとなった。最終決戦となるロシア杯ファイナルはグランプリファイナルで銅メダルを獲得し、復調の兆しを見せていた元世界女王のエリザベータ・トゥクタミシェワと一騎打ちとなったが、3回転アクセルを失敗したトゥクタミシェワを1.71差で上回り、僅差で勝利を掴み取った。代表3人目はどちらが選ばれるのか世界中から注目を集めたが、ロシアスケート連盟はまさかのスタニスラワ・コンスタンチノワを選出。ただし、「ロシア選手権後に十分な議論を行う時間はなかった。オーダーは世界選手権前に変更できる」とした。その後、同連盟のコーチ評議会の投票により、27人中19人がメドベージェワを推したと地元紙が報じ、コンスタンチノワと入れ替わりでメドベージェワが選出された。
迎えた世界選手権。SPを74.23点の4位で折り返すと、FSは太ももの怪我の痛みを抑えながらも今までの不振を払拭する完璧な演舞で総合223.80点を叩き出し銅メダルを獲得。地元ロシア国内ではカナダへ拠点を移したことで“裏切り者”の焼き印を押され、今シーズン安定した成績を収めてきたトゥクタミシェワを差し置いて代表に選出されたことで反発を招き、またロシア選手権で後輩ジュニア勢に大敗したことからザギトワと共に「2人は終わった」と批判され続けてきたが、「世界選手権のメダルを取ったことで、私たちはまだ健在だ、と立証できたと思う」と胸を張った。
2020年9月にエテリ・トゥトベリーゼのチームに復帰。しかし背中の古傷のため10月のロシア杯、11月のロステレコム杯は欠場を余儀なくされ、さらに11月には新型コロナウイルス感染症の陽性反応が出たため自己隔離を行い、肺に深刻な障害がみられたことから入院。12月のロシア選手権も棄権することとなった。このことも影響し、ザギトワとともに2021-2022シーズンのロシア代表の選考に漏れた。

## 主な戦績
| 大会/年               | 2010-11 | 2011-12 | 2012-13 | 2013-14 | 2014-15 | 2015-16  | 2016-17 | 2017-18 | 2018-19 | 2019-20 |
| --------------------- | ------- | ------- | ------- | ------- | ------- | -------- | ------- | ------- | ------- | ------- |
| オリンピック          |         |         |         |         |         |          |         | 2       |         |         |
| 世界選手権            |         |         |         |         |         | 1        | 1       | 欠場    | 3       |         |
| 欧州選手権            |         |         |         |         |         | 1        | 1       | 2       |         |         |
| 世界国別対抗戦        |         |         |         |         |         |          | T2 / P1 |         |         |         |
| ロシア選手権          |         | 8       |         | 7       | 3       | 1        | 1       | 欠場    | 7       |         |
| GPファイナル          |         |         |         |         |         | 1        | 1       | 欠場    |         |         |
| GP NHK杯              |         |         |         |         |         |          |         | 1       |         |         |
| GP ロステレコム杯     |         |         |         |         |         | 2        |         | 1       |         | 2       |
| GP フランス国際       |         |         |         |         |         |          | 1       |         | 4       |         |
| GP スケートカナダ     |         |         |         |         |         |          | 1       |         | 3       | 5       |
| GP スケートアメリカ   |         |         |         |         |         | 1        |         |         |         |         |
| CS オータムクラシック |         |         |         |         |         |          |         |         | 2       | 2       |
| CS ネペラ杯           |         |         |         |         |         | 1        |         | 1       |         |         |
| 世界Jr.選手権         |         |         |         | 3       | 1       |          |         |         |         |         |
| ロシアJr.選手権       | 12      | 6       | 4       | 4       | 1       |          |         |         |         |         |
| JGPファイナル         |         |         |         | 3       | 1       |          |         |         |         |         |
| JGPチェコスケート     |         |         |         |         | 1       |          |         |         |         |         |
| JGPクールシュヴェル   |         |         |         |         | 1       |          |         |         |         |         |
| JGPバルティック杯     |         |         |         | 1       |         |          |         |         |         |         |
| JGPリガ杯             |         |         |         | 1       |         |          |         |         |         |         |
| アイススター          |         |         |         | 1 J     |         |          |         |         |         |         |
| チャレンジカップ      |         |         |         |         |         | 2 \|団体 |         |         |         |         |

- J - ジュニアクラス

### 詳細
- 赤い数字はISU公認国際大会での当時の世界最高得点（国内大会は含まない）。

| 2019-2020 シーズン    |                                                            |         |          |          |
| 開催日                | 大会名                                                     | SP      | FS       | 結果     |
| 2019年11月15日 - 17日 | ISUグランプリシリーズ ロステレコム杯（モスクワ）           | 1 76.93 | 2 148.83 | 2 225.76 |
| 2019年10月25日 - 27日 | ISUグランプリシリーズ スケートカナダ（ケロウナ）           | 6 62.89 | 3 146.73 | 5 209.62 |
| 2019年9月12日 - 14日  | ISUチャレンジャーシリーズ オータムクラシック（オークビル） | 2 75.14 | 2 142.29 | 2 217.43 |

| 2018-2019 シーズン    |                                                            |          |          |          |
| 開催日                | 大会名                                                     | SP       | FS       | 結果     |
| 2018年3月18日 - 24日  | 2019年世界フィギュアスケート選手権（さいたま）             | 4 74.23  | 3 149.57 | 3 223.80 |
| 2018年12月20日 - 22日 | ロシアフィギュアスケート選手権（サランスク）               | 14 62.24 | 4 143.66 | 7 205.90 |
| 2018年11月23日 - 25日 | ISUグランプリシリーズ フランス国際（グルノーブル）         | 3 67.55  | 5 125.26 | 4 192.81 |
| 2018年10月26日 - 28日 | ISUグランプリシリーズ スケートカナダ（ラヴァル）           | 7 60.83  | 1 137.08 | 3 197.91 |
| 2018年9月20日 - 23日  | ISUチャレンジャーシリーズ オータムクラシック（オークビル） | 1 70.98  | 2 133.91 | 2 204.89 |

| 2017-2018 シーズン    |                                                                       |         |          |          |
| 開催日                | 大会名                                                                | SP      | FS       | 結果     |
| 2018年2月21日 - 23日  | 2018年平昌オリンピック（平昌）                                        | 2 81.61 | 1 156.65 | 2 238.26 |
| 2018年2月9日 - 12日   | 2018年平昌オリンピック 団体戦（平昌）                                 | 1 81.06 | -        | 2 団体   |
| 2018年1月17日 - 20日  | 2018年ヨーロッパフィギュアスケート選手権（モスクワ）                  | 2 78.57 | 2 154.29 | 2 232.86 |
| 2017年11月10日 - 12日 | ISUグランプリシリーズNHK杯（大阪）                                    | 1 79.99 | 1 144.40 | 1 224.39 |
| 2017年10月20日 - 22日 | ISUグランプリシリーズロステレコム杯（モスクワ）                       | 1 80.75 | 1 150.46 | 1 231.21 |
| 2017年9月21日 - 23日  | ISUチャレンジャーシリーズオンドレイネペラトロフィー（ブラチスラヴァ） | 1 80.00 | 1 146.72 | 1 226.72 |

| 2016-2017 シーズン     |                                                          |         |          |                   |
| 開催日                 | 大会名                                                   | SP      | FS       | 結果              |
| 2017年4月20日 - 23日   | 2017年世界フィギュアスケート国別対抗戦（東京）           | 1 80.85 | 1 160.46 | 2 団体 （241.31） |
| 2017年3月27日 - 4月2日 | 2017年世界フィギュアスケート選手権（ヘルシンキ）         | 1 79.01 | 1 154.40 | 1 233.41          |
| 2017年1月25日 - 29日   | 2017年ヨーロッパフィギュアスケート選手権（オストラヴァ） | 1 78.92 | 1 150.79 | 1 229.71          |
| 2016年12月22日 - 25日  | ロシアフィギュアスケート選手権（チェリャビンスク）       | 1 80.08 | 1 153.49 | 1 233.57          |
| 2016年12月8日 - 11日   | 2016/2017 ISUグランプリファイナル（マルセイユ）          | 1 79.21 | 1 148.45 | 1 227.66          |
| 2016年11月11日 - 13日  | ISUグランプリシリーズ フランス杯（パリ）                 | 1 78.52 | 1 143.02 | 1 221.54          |
| 2016年10月27日 - 30日  | ISUグランプリシリーズ スケートカナダ（ミシサガ）         | 1 76.24 | 1 144.41 | 1 220.65          |

| 2015-2016 シーズン      |                                                                        |         |          |          |
| 開催日                  | 大会名                                                                 | SP      | FS       | 結果     |
| 2016年4月22日 - 24日    | 2016年コーセー・チームチャレンジカップ（スポケーン）                   | 1 77.56 | 1 151.55 | [ 注 3 ] |
| 2016年3月26日 - 4月3日  | 2016年世界フィギュアスケート選手権（ボストン）                         | 3 73.76 | 1 150.10 | 1 223.86 |
| 2016年1月25日 - 31日    | 2016年ヨーロッパフィギュアスケート選手権（ブラチスラヴァ）             | 1 72.55 | 1 142.90 | 1 215.45 |
| 2015年12月23日 - 27日   | ロシアフィギュアスケート選手権（エカテリンブルク）                     | 1 79.44 | 1 155.44 | 1 234.88 |
| 2015年12月9日 - 13日    | 2015/2016 ISUグランプリファイナル（バルセロナ）                        | 1 74.58 | 1 147.96 | 1 222.54 |
| 2015年11月20日 - 22日   | ISUグランプリシリーズ ロステレコム杯（モスクワ）                       | 3 67.03 | 1 139.73 | 2 206.76 |
| 2015年10月23日 - 25日   | ISUグランプリシリーズ スケートアメリカ（ミルウォーキー）               | 1 70.92 | 1 135.09 | 1 206.01 |
| 2015年9月30日 - 10月4日 | ISUチャレンジャーシリーズ オンドレイネペラトロフィー（ブラチスラヴァ） | 1 63.68 | 2 120.26 | 1 183.94 |

| 2014-2015 シーズン    |                                                            |         |          |          |
| 開催日                | 大会名                                                     | SP      | FS       | 結果     |
| 2015年3月2日 - 8日    | 2015年世界ジュニアフィギュアスケート選手権（タリン）       | 1 68.48 | 1 124.49 | 1 192.97 |
| 2015年2月4日 - 7日    | ロシアジュニアフィギュアスケート選手権（ヨシュカル・オラ） | 1 70.95 | 1 134.10 | 1 205.05 |
| 2014年12月24日 - 28日 | ロシアフィギュアスケート選手権（ソチ）                     | 3 72.57 | 3 137.24 | 3 209.81 |
| 2014年12月11日 - 14日 | 2014/2015 ISUジュニアグランプリファイナル（バルセロナ）    | 1 67.09 | 1 123.80 | 1 190.89 |
| 2014年9月3日 - 6日    | ISUジュニアグランプリ チェコスケート（オストラヴァ）       | 2 55.92 | 1 116.93 | 1 171.12 |
| 2014年8月20日 - 24日  | ISUジュニアグランプリ クールシュヴェル（クールシュヴェル） | 1 61.12 | 1 118.43 | 1 179.55 |

| 2013-2014 シーズン     |                                                        |         |          |          |
| 開催日                 | 大会名                                                 | SP      | FS       | 結果     |
| 2014年3月10日 - 16日   | 2014年世界ジュニアフィギュアスケート選手権（ソフィア） | 3 63.72 | 3 114.71 | 3 178.43 |
| 2014年1月22日 - 25日   | ロシアジュニアフィギュアスケート選手権（サランスク）   | 4 63.25 | 4 120.45 | 4 183.70 |
| 2013年12月22日 - 27日  | ロシアフィギュアスケート選手権（ソチ）                 | 8 62.19 | 8 119.67 | 7 181.86 |
| 2013年12月5日 - 8日    | 2013/2014 ISUジュニアグランプリファイナル（福岡）      | 3 58.75 | 5 104.93 | 3 163.68 |
| 2013年10月17日 - 20日  | 2013年アイススター ジュニアクラス（ミンスク）          | 3 62.12 | 1 118.01 | 1 180.13 |
| 2013年9月18日 - 22日   | ISUジュニアグランプリ バルティック杯（グダニスク）     | 1 61.61 | 1 118.35 | 1 179.96 |
| 2013年8月27日 - 9月1日 | ISUジュニアグランプリ リガ杯（リガ）                   | 3 55.17 | 1 114.35 | 1 169.52 |

| 2012-2013 シーズン |                                                      |         |          |          |
| 開催日             | 大会名                                               | SP      | FS       | 結果     |
| 2013年2月1日 - 3日 | ロシアジュニアフィギュアスケート選手権（サランスク） | 5 61.35 | 4 118.84 | 4 180.19 |

| 2011-2012 シーズン    |                                                  |          |          |          |
| 開催日                | 大会名                                           | SP       | FS       | 結果     |
| 2012年2月5日 - 7日    | ロシアジュニアフィギュアスケート選手権（ヒムキ） | 7 54.86  | 7 103.64 | 6 158.50 |
| 2011年12月25日 - 29日 | ロシアフィギュアスケート選手権（サランスク）     | 11 53.21 | 8 108.53 | 8 161.74 |

| 2010-2011 シーズン |                                                  |          |          |           |
| 開催日             | 大会名                                           | SP       | FS       | 結果      |
| 2011年2月2日 - 4日 | ロシアジュニアフィギュアスケート選手権（カザン） | 13 42.57 | 12 88.93 | 12 131.50 |

## プログラム使用曲
| シーズン  | SP | FS | EX |
| --------- | --- | --- | --- |
| 2019-2020 | エクソジェネシス (脱出創世記) :交響曲第3部（あがない） 曲：ミューズ 振付：イリヤ・アベルブフ                                                                   | 映画『SAYURI』サウンドトラックより 作曲：ジョン・ウィリアムズ 振付：ジェフリー・バトル、シェイ＝リーン・ボーン | idontwannabeyouanymore |
| 2018-2019 | オペラ『トスカ』より 作曲：ジャコモ・プッチーニ 振付：ミーシャ・ジーオレンジ色の空 ボーカル：ナタリー・コール 振付：デヴィッド・ウィルソン、サンドラ・ベジック | ムムーキ リベルタンゴ 演奏：ヨーヨー・マ 振付：デヴィッド・ウィルソン | 風のささやき 作曲：ミシェル・ルグランExperience 作曲：ルドヴィコ・エイナウディ |
| 2017-2018 | 夜想曲第20番 作曲：フレデリック・ショパン 演奏：ジョシュア・ベル 振付：イリヤ・アベルブフ                                                                      | アンナ・カレーニナ 作曲：ダリオ・マリアネッリ 振付：ダニイル・グレイヘンガウス January Star 作曲：ジョージ・ウィンストン Divenire 作曲：ルドヴィコ・エイナウディ テレビドラマ『LEFTOVERS/残された世界』より The Departure (Lullaby) Dona Nobis Pacem 2 作曲：マックス・リヒター                                                 | タイスの瞑想曲 作曲：ジュール・マスネ 演奏：ウラディーミル・スピヴァコフ, Sergei Bezrodny |
| 2016-2017 | River Flows in You 演奏：イルマ The Winter 作曲：バルモレイ 振付：イリヤ・アベルブフ                                                                           | 映画『ものすごくうるさくて、ありえないほど近い』 サウンドトラックより Extremely Loud and Incredibly Close Piano Lesson with Grandma 作曲：アレクサンドル・デスプラ 振付：イリヤ・アベルブフ | セーラースターソング ボーカル：花沢加絵 ムーン・プリズム・パワー・メイクアップ! 作曲：有澤孝紀 ムーンライト伝説 ボーカル：DALIあまい囁き ボーカル：ダリダ Moi je joue ボーカル：ブリジット・バルドー                      |
| 2015-2016 | 映画『白夜の調べ』より 作曲：イサーク・シュワルツ 振付：アレクサンドル・ズーリン                                                                               | 愛が世界を救う Dance For Me Wallis 映画『ウォリスとエドワード 英国王冠をかけた恋』サウンドトラックより 作曲：アベル・コジェニオウスキ Allegro 作曲：ルネ・オーブリー Charms 映画『ウォリスとエドワード 英国王冠をかけた恋』サウンドトラックより 作曲：アベル・コジェニオウスキ 振付：イリヤ・アベルブフ、イーゴリ・ストレルキン | ステイン・アライヴ 曲：ビージーズコープス・ブライド Tore my heart ボーカル：ウーナ Rama Lama (Bang Bang) ボーカル：ロイシーン・マーフィーOstanus 曲：Gorod 312ユー・レイズ・ミー・アップ ボーカル：ケルティック・ウーマン |
| 2014-2015 | 映画『シェルブールの雨傘』サウンドトラックより 作曲：ミシェル・ルグラン                                                                                        | 夏の夜の夢 作曲：フェリックス・メンデルスゾーン 演奏：Hans-Gunther Wagener Tango Tschak by Hugues Le Bars | 水に流して ボーカル：エディット・ピアフステイン・アライヴ 曲：ビージーズ |
| 2013-2014 | Ballet Russe 作曲：フランク・ミルズ | 映画『ラ・カリファ』より 作曲：エンニオ・モリコーネ Never Gonna Miss You | Russian Gypsy Music |

## CM出演
- アニプレックス『マギアレコード 魔法少女まどか☆マギカ外伝』（2019年1月18日 - ） ※スマートフォン&パソコン専用ロールプレイングゲーム[30]